# 魯斯蘭·克拉夫琴科
鲁斯兰·安德里约维奇·克拉夫琴科（羅馬化：Ruslan Andriiovych Kravchenko；1990年3月14日—），乌克兰政治人物及檢察官，現任烏克蘭總檢察長。並曾於2024年12月31日至2025年6月17日擔任烏克蘭國家稅務局局長以及2023年4月10日至2023年12月30擔任基辅地区军事管理局局长（即基輔州州長）。